# 예병준
예병준(1962년 3월 12일 ~)은 MBC 청룡, LG 트윈스에서 뛰었던 전 야구 선수다. 청원고등학교를 졸업했으며, 1985년 MBC 청룡에 1차 지명되어 입단했다. 등번호는 31번이었다.

## 기록
- 1986년: 5경기 11이닝 8.18
- 1987년: 15경기 39.2이닝 1승 1패 3.86
- 1988년: 12경기 50.1이닝 1승 6패 3.93
- 1989년: 16경기 40.2이닝 4패 6.86
- 1990년: 4경기 11.1이닝 7.94

## 같이 보기
- 1990년 LG 트윈스 시즌